# Taekwondo nos Jogos Pan-Americanos de 2015
As competições de taekwondo nos Jogos Pan-Americanos de 2015 foram realizadas entre os dias 19 e 22 de julho no Centro Esportivo Mississauga, em Mississauga. Um total de oito eventos concederam medalhas, sendo quatro categorias para homens e quatro para mulheres, de acordo com o peso.

## Calendário
| Julho     | 7 | 8 | 9 | 10 | 11 | 12 | 13 | 14 | 15 | 16 | 17 | 18 | 19 | 20 | 21 | 22 | 23 | 24 | 25 | 26 |
| --------- | - | - | - | -- | -- | -- | -- | -- | -- | -- | -- | -- | -- | -- | -- | -- | -- | -- | -- | -- |
| Taekwondo |   |   |   |    |    |    |    |    | 2  | 2  | 2  | 2  |    |    |    |    |    |    |    |    |

|  | Dia de competição |  | Dia de final |

## Medalhistas
Masculino
| Evento                 | Ouro                      | Prata                                     | Bronze                                                       |
| ---------------------- | ------------------------- | ----------------------------------------- | ------------------------------------------------------------ |
| Até 58 kg detalhes     | Carlos Navarro MEX México | Luisito Pie DOM República Dominicana      | Lucas Guzmán ARG Argentina Harold Avella COL Colômbia        |
| Até 68 kg detalhes     | Saúl Gutiérrez MEX México | Maxime Potvin CAN Canadá                  | Miguel Ángel Trejos COL Colômbia Luis Colón PUR Porto Rico   |
| Até 80 kg detalhes     | José Cobas CUB Cuba       | Moisés Hernández DOM República Dominicana | Steven Lopez USA Estados Unidos René Lizárraga MEX México    |
| Mais de 80 kg detalhes | Rafael Alba CUB Cuba      | Carlos Rivas VEN Venezuela                | Philip Yun USA Estados Unidos Marc-André Bergeron CAN Canadá |

Feminino
| Evento                 | Ouro                               | Prata                       | Bronze                                                          |
| ---------------------- | ---------------------------------- | --------------------------- | --------------------------------------------------------------- |
| Até 49 kg detalhes     | Yania Aguirre CUB Cuba             | Itzel Manjarrez MEX México  | Iris Sing BRA Brasil Candelaria Martes DOM República Dominicana |
| Até 57 kg detalhes     | Cheyenne Lewis USA Estados Unidos  | Paulina Armería MEX México  | Yamicel Núñez CUB Cuba Doris Patiño COL Colômbia                |
| Até 67 kg detalhes     | Paige McPherson USA Estados Unidos | Victoria Heredia MEX México | Alexis Arnoldt ARG Argentina Daima Villalón CUB Cuba            |
| Mais de 67 kg detalhes | Jackie Galloway USA Estados Unidos | María Espinoza MEX México   | Jessica Bravo COL Colômbia Raphaella Galacho BRA Brasil         |

## Quadro de medalhas
| Ordem | País                     | Medalha de ouro | Medalha de prata | Medalha de bronze |    |
| ----- | ------------------------ | --------------- | ---------------- | ----------------- | -- |
| 1     | CUB Cuba                 | 3               |                  | 2                 | 5  |
|       | USA Estados Unidos       | 3               |                  | 2                 | 5  |
| 3     | MEX México               | 2               | 4                | 1                 | 7  |
| 4     | DOM República Dominicana |                 | 2                | 1                 | 3  |
| 5     | CAN Canadá               |                 | 1                | 1                 | 2  |
| 6     | VEN Venezuela            |                 | 1                |                   | 1  |
| 7     | COL Colômbia             |                 |                  | 4                 | 4  |
| 8     | ARG Argentina            |                 |                  | 2                 | 2  |
|       | BRA Brasil               |                 |                  | 2                 | 2  |
| 10    | PUR Porto Rico           |                 |                  | 1                 | 1  |
| TOTAL | TOTAL                    | 8               | 8                | 16                | 32 |